# Корнфельд Яків Абрамович
Яків Абрамович Корнфельд (Яків Хаїм-Абрамович Коренфельд; нар. 12 [24] лютого 1896, Бердичів (нині — Житомирської області) — пом. 4 червня 1962, Москва) — радянський архітектор, архітектурний критик і викладач. Член-кореспондент Академії архітектури СРСР.

## Біографія
Народився 12 (24) лютого 1896 року в Бердичеві Київської губернії. В 1909—1914 роках навчався на архітектурному відділенні Київського художнього училища. Після закінчення училища був удостоєний звання архітекторського помічника і вчителя малювання та креслення в середніх навчальних закладах. У 1915 році вступив до Вищого художнього училища при Імператорській академії мистецтв. У 1921—1924 роках навчався у вищих художньо-технічних майстернях (вхутемасі).
У 1920-х роках працював у стилістиці конструктивізму, став одним із засновників Об'єднання сучасних архітекторів (1925), брав участь у Першій виставці сучасної архітектури (1927). У 1926—1928 роках був членом правління Московського архітектурного товариства. У 1929 році увійшов до складу Архітектурно-консультаційного бюро при ВЦРПС. У 1930-х роках працював архітектором «Союзкінопроєкта». З 1934 року викладав у Московському архітектурному інституті.
Жив у Москві у будинку по Великому Каретному провулку, № 20 (1920-1930-ті), в «будинку архітекторів» на Ростовській набережній, № 5 (1938—1962).
Похований у колумбарії Донського кладовища в Москві.

## Проекти і споруди

Я. Корнфельд, В. Калмиков. Кінотеатр «Батьківщина». Проєкт 1934 р.

- Електростанція Микільської бавовняної фабрики в Орєхово-Зуєво (1927)[5];
- Палац культури імені Горбунова в Москві (1929 р.; побудований у 1931—1938 рр., вулиця Новозаводська, 27);
- Палац культури ім. Волкова в Дрезні Московської обл. (1929, знесений в 2016);
- Клуб будівельників у Свердловську (1929—1933 рр.; нині Свердловська кіностудія);
- Палац культури у Воронежі (1930, співавтори П. Блохін, А. Зальцман)[6];
- Палац праці в Москві (1932, конкурс);
- Будинок промисловості у Свердловську (співавтори: Афанасьєв, В. Ф. Мілініс; конкурс);
- Кінотеатр «Батьківщина» (чотиризальний) в Москві (проєкт 1934 р.; здійснено у 1938 р.);

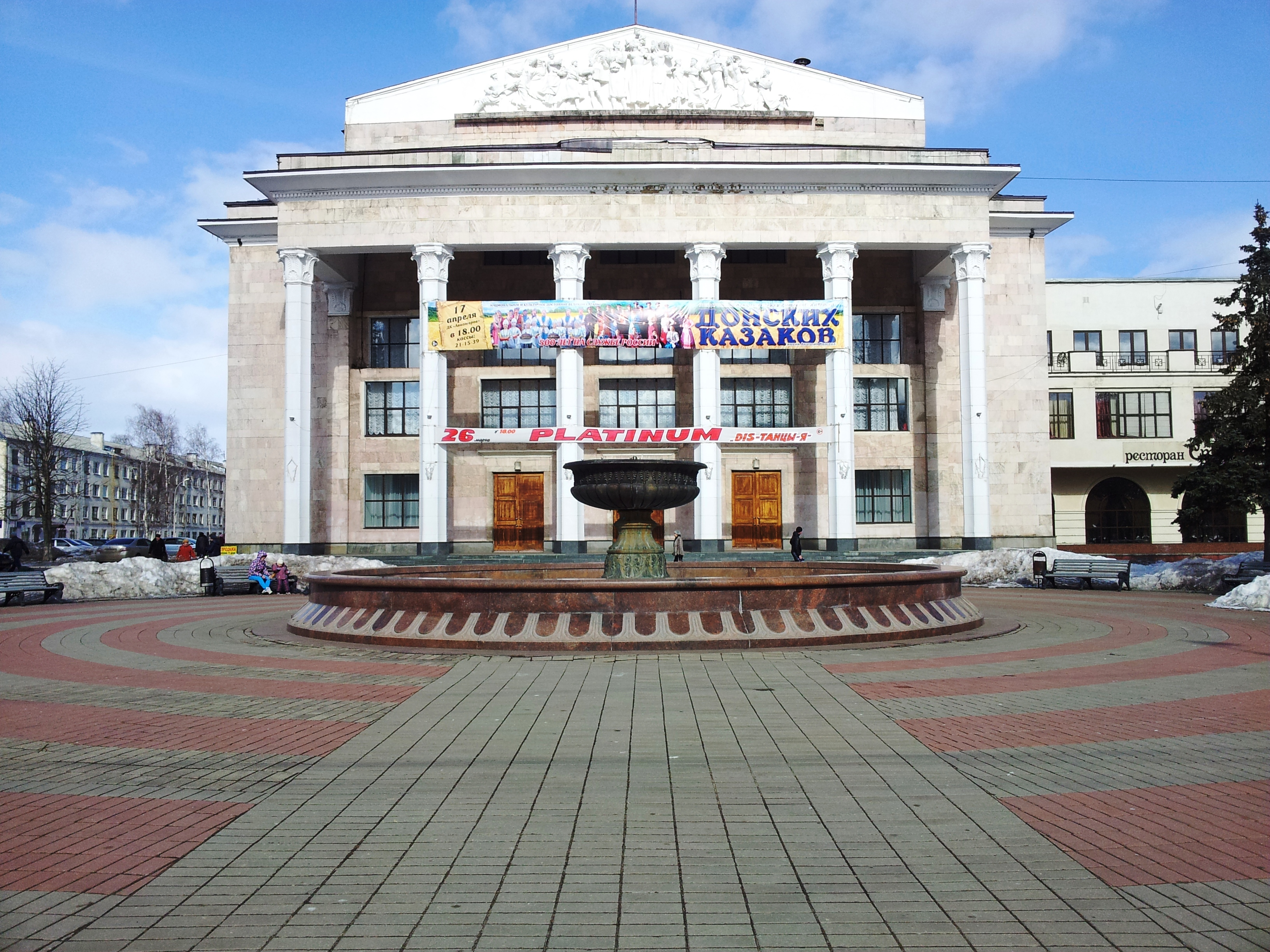
Палац культури моторобудівного заводу в Рибінську

- Палац культури моторобудівного заводу в Рибінську (1932—1937 рр.);
- Палац культури «Металург» в Аші Челябінської області (1955 р.);
- Кінотеатр імені О. С. Пушкіна (двозальний) в Челябінську (1937 р., здійснено);
- Будинок культури заводу імені Петрова в Сталінграді (1949—1954 рр.);
- Кінотеатр ім. О. М. Горького (двозальний) у Магнітогорську (1950 р.);
- Кінотеатр «Перемога» на вул. Леніна, буд. № 22 в Орлі (1952 р.);
- Будинок культури імені Леніна заводу «Червоний Жовтень» у Сталінграді;
- Будинок культури тракторного заводу в Сталінграді (1954 р.);
- Палац культури ім. Леніна в Пермі по Уральській вул., буд. № 93 (1963 р., співавтор Заїкін М. Т.)

### Книги
- Корнфельд Я. А. Театры. — М. : Изд-во Акад. архитектуры СССР, 1948. — 27 с.
- Союз архітекторів СРСР. Правління. Пленум 1950 р. Редактор. Москва. 1951 р.
- Былинкин Н. П., Корнфельд Я. А., Михайлов А. И. и др. История советской архитектуры. — М. : Акад. архитектуры СССР. Ин-т истории и теории архитектуры, 1951. — 827 с.
- Корнфельд Я. А. Лауреаты Сталинской премии в архитектуре. 1941—1950. — М. : Гос. изд-во лит-ры по строительству и архитектуре, 1953. — 237 с.
- Быков В. Е., Домшлак И. П., Корнфельд Я. А. Архитектура рабочих клубов и дворцов культуры. — М. : Гос. изд-во лит. по строительству и архитектуре, 1953. — 311 с.
- Дружинина-Георгиевская Е. В., Корнфельд Я. А. Зодчий А. В. Щусев. — М. : Издательство Академии наук СССР, 1955.

### Статті
- Корнфельд Я. А. Архитектура на Первом всесоюзном съезде по гражданскому и инженерному строительству/ // Современная архитектура. — 1926. — № 2 (23 березня). — С. 58.
- Корнфельд Я. А. Вопросы организации проектирования. Заметки архитектора // Архитектура СССР. — 1937. — № 12 (23 березня). — С. 54—57.
- «Архитектура Свердловска». Архитектура СССР. 1938 г. № 2. Стр. 44-49.
- «Интерьеры Дворца Советов». Архитектура СССР. 1938 г. № 11. Стр. 38-43.
- «Архитектура выставки». Архитектура СССР. 1939 г. № 9. Стр. 4-29.
- «Центральный театр Красной армии». Архитектура СССР. 1940 г. № 8. Стр. 26-.
- «Ансамбль улицы Горького в Москве». Архитектура СССР. 1940 г. № 12. Стр. 4-14.
- «Театр оперы и балета в Ташкенте». Архитектура и строительство. 1948 г. № 2. Стр. 12-16.
- «Творчество академика А. В. Щусева». Архитектура и строительство. 1948 г. № 9. Стр. 4-
- Корнфельд Я. А. Выдающиеся произведения советской архитектуры // Архитектура и строительство. — 1949. — № 12 (23 березня).
- «Сталинские премии за 1950 г.». Архитектура СССР. 1952 г. № 1. Стр. 14-18.

## Архівні джерела
- РДІА, ф. 789, оп. 13, 1915 р., д. 110. Особову справу, заведену в Імператорській академії мистецтв.
- РДАЛМ, ф. 3321, дд. — всі. Особистий фонд Корнфельд Я. А.